# 清江浦区
清江浦区（せいこうほ-く）は中華人民共和国江蘇省淮安市に位置する市轄区。

## 歴史
1983年に地級市の淮陰市の成立とともに、清江市が分割されて、清浦区と清河区が誕生したが、2016年にこの2つの区がまた合併して清江浦区が成立。区の名前はこの地域の古名「清江浦」に由来する。

## 行政区画
- 街道:城南街道、清江街道、浦楼街道、閘口街道、清浦街道、府前街道、長西街道、淮海街道、長東街道、柳樹湾街道、水渡口街道、清河街道、塩河街道、武墩街道、鉢池街道、徐楊街道、南馬廠街道、枚乗街道
- 鎮:和平鎮、黄碼鎮